# (9393) Apta
(9393) Apta est un astéroïde de la ceinture principale.

## Description
(9393) Apta est un astéroïde de la ceinture principale. Il fut découvert le 10 août 1994 à La Silla par Eric Walter Elst. Il présente une orbite caractérisée par un demi-grand axe de 2,61 UA, une excentricité de 0,10 et une inclinaison de 4,4° par rapport à l'écliptique.

## Compléments